# Остапчук Сергій Валерійович
Остапчук Сергій Валерійович (20 серпня 1976, Старокостянтинів — 17 травня 2021) —  — сержант Збройних сил України, учасник російсько-української війни, прапорщик та командир бойової машини 128-ї механізованої гірсько-штурмової бригади. Нагороджений Відзнакою командувача об'єднаних сил «Козацький хрест» ІІІ ступеню.

## Біографія
Народився в Старокостянтинові, Хмельницької області. Коли йому виповнилося 18 років, вирішив зв'язати своє життя з армією.
З 2015 року брав безпосередню участь у військових діях на сході України. Спочатку за мобілізацією, а потім за контрактом проходив службу в 54-й механізованій бригаді. Брав участь у бойових діях проти російських окупантів у районі Світлодарської дуги.
З 2018 року пішов на службу до 128-ї механізованої гірсько-штурмової бригади (Мукачево). З березня 2019 року став на військову службу за контрактом. Останнім виходом було в село Водяне, Донецької області.
17 травня 2021 року під час облаштування бойових позицій у прапорщика зупинилося серце. Прощання із померлим відбулось 20 травня о 10-й годині в гарнізонному Будинку офіцерів. Поховали гірського піхотинця на Алеї Слави в рідному Старокостянтинові.. У нього залишилися мати та двоє дітей. Командування кваліфікує втрату як не бойову.